# Passage Canal
Passage Canal è una baia situata nell'Alaska (Stati Uniti) nel Census Area di Valdez-Cordova nei pressi della cittadina di Whittier.

## Dati fisici
La baia si trova nella parte settentrionale dello Stretto di Prince William (Prince William Sound), più precisamente collega la cittadina di Whittier a nord con il braccio di mare Port Wells e a sud con la baia di Blackstone. Port Wells, tramite lo stretto Wells Passage è poi collegato direttamente allo Stretto di Prince William. La baia si trova inoltre all'interno della Foresta Nazionale di Chugach (Chugach National Forest) ed è circondata dai monti Chugach (Chugach Montains). Il braccio di mare è posizionato alla base (estremo nord) della penisola di Kenai.
La baia è lunga circa 18 km e larga mediamente 3 chilometri..
All'entrata della baia sono presenti due aree protette: "Decision Point State Marine Park" a sud, mentre a nord si trova "Entry Cove State Marine Park".

### Baie e insenature
Baie e insenature posizionate sul lato settentrionale:
- Poe Bay 60°49′45″N 148°30′25″W
- Logging Camp Bay 60°49′40″N 148°25′46″W
- Entry Cove 60°48′12″N 148°21′41″W

Baie e insenature posizionate sul lato meridionale:
- Emerald Bay 60°48′18″N 148°34′03″W
- Shotgun Cove 60°47′43″N 148°33′02″W
- Hollow Bight 60°48′23″N 148°29′03″W
- Shotgun Cove 60°48′21″N 148°28′16″W

### Affluenti principali della baia
Nelle acque della baia si riversano i seguenti fiumi:
| Nome del fiume | Posizione                                                 | Coordinate al livello del mare |
| -------------- | --------------------------------------------------------- | ------------------------------ |
| Learnard Creek | Sul lato settentrionale della baia (a fianco di Whittier) | 60°47′03″N 148°43′04″W         |
| Billings Creek | Sul lato settentrionale della baia                        | 60°48′53″N 148°37′24″W         |
| Seth River     | Sul lato settentrionale della baia (verso est)            | 60°50′09″N 148°30′28″W         |
| Whittier Creek | A sud di Whittier                                         | 60°46′35″N 148°41′42″W         |
| Cove Creek     | Sul lato meridionale a est di Whittier                    | 60°46′36″N 148°39′42″W         |

### I ghiacciai vicini alla baia
I principali ghiacciai della baia sono:
| Nome del ghiacciaio | Quota alle coordinate indicate (m s.l.m.) | Coordinate             | Ubicazione del ghiacciaio                  |
| ------------------- | ----------------------------------------- | ---------------------- | ------------------------------------------ |
| Whittier Glacier    | 699                                       | 60°44′50″N 148°41′12″W | a 3 km a sud di Whittier                   |
| Learnard Glacier    | 882                                       | 60°48′44″N 148°42′55″W | lato settentrionale della baia             |
| Lowell Glacier      | 865                                       | 60°49′56″N 148°41′48″W | lato settentrionale della baia             |
| Billings Glacier    | 756                                       | 60°52′55″N 148°34′28″W | lato settentrionale della baia (verso est) |
| Seth Glacier        | 840                                       | 60°52′31″N 148°30′55″W | lato settentrionale della baia (verso est) |

### I monti vicini alla baia
La baia è circondata dai seguenti monti (tutti appartenenti al gruppo montuoso del Chugach):
| Nome del monte   | Altezza (m s.l.m.) | Coordinate             | Ubicazione del monte                |
| ---------------- | ------------------ | ---------------------- | ----------------------------------- |
| Bard Peak        | 927                | 60°44′36″N 148°43′33″W | pochi chilometri a sud di Whittier  |
| Maynard Mountain | 1.088              | 60°48′11″N 148°44′38″W | pochi chilometri a nord di Whittier |

## Storia
La baia è stata visitata in tempi moderni per la prima volta nel 1794 dall'esploratore inglese capitano George Vancouver. Probabilmente il nome deriva dal fatto che questo specchio d'acqua collega (tramite a località Portage) la Baia di Cook (Cook Inlet) con lo stretto di Prince William (Prince William Sound).
L'area di Whittier (e la baia "Passage Canal") venne esplorata a partire dal 1943, durante la seconda guerra mondiale, quando venne scelta come luogo strategico per realizzare un porto militare e una base logistica per l'esercito americano.

## Accessi e turismo
Il braccio di mare è raggiungibile solamente da Whittier lungo la "Portage Glacier Road" (95 chilometri da Anchorage). Passage Canal è considerata la "porta d'accesso" allo Stretto di Prince William, dato che molti taxi d'acqua, tour in kayak, pescatori e imbarcazioni da diporto usano la baia per accedere ai vicini parchi marini statali e alle baracche federali. Inoltre durante la stagione turistica sono programmate diverse escursioni via mare da Whittier per visitare i ghiacciai vicini al canale.

## Alcune immagini dal canale

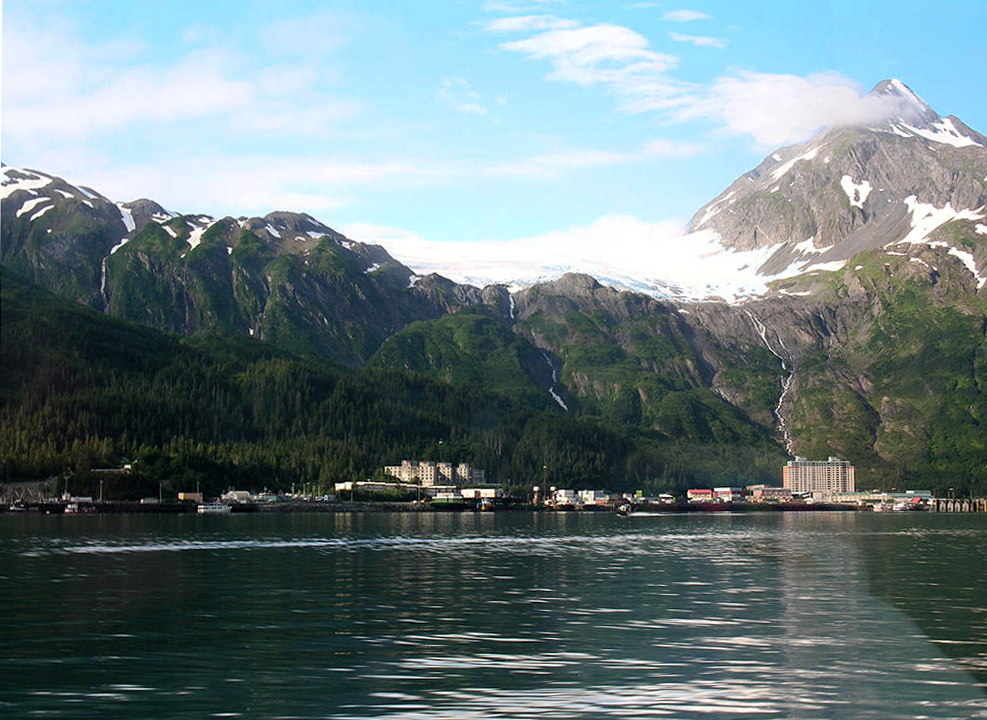
La cittadina di Whittier
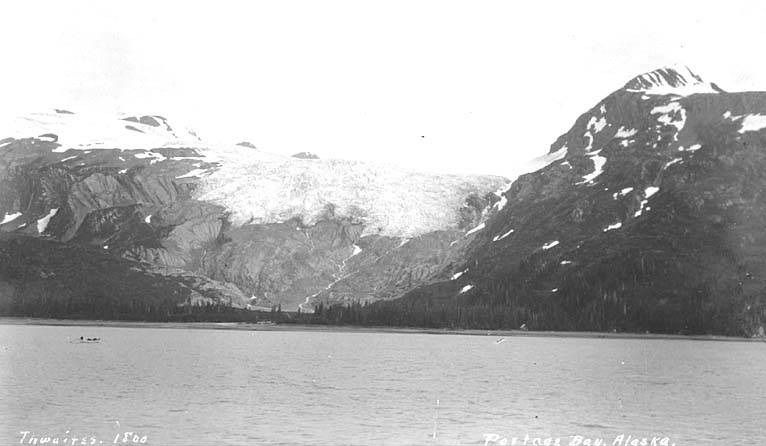
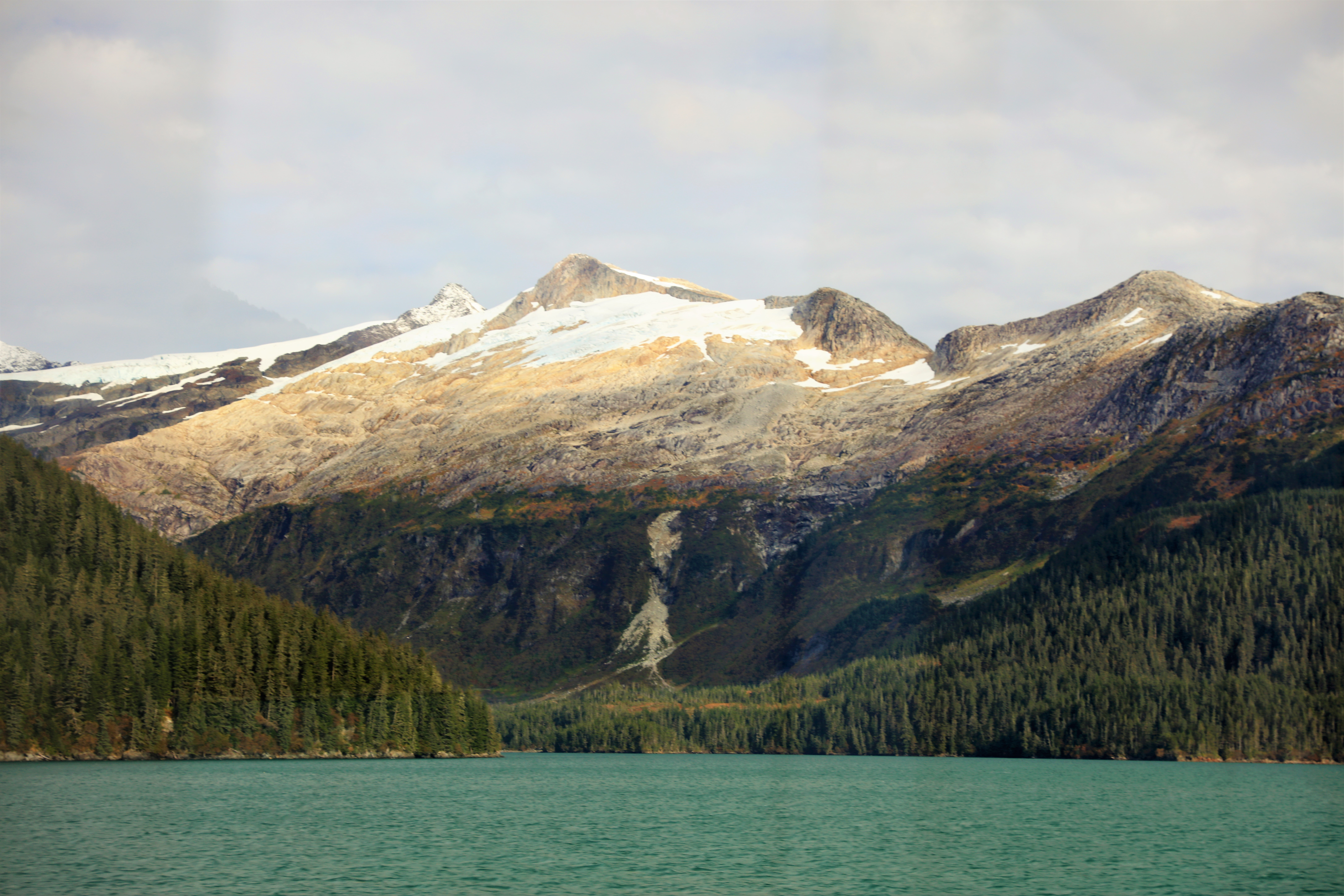
Il canale in settembre